# Autocannone

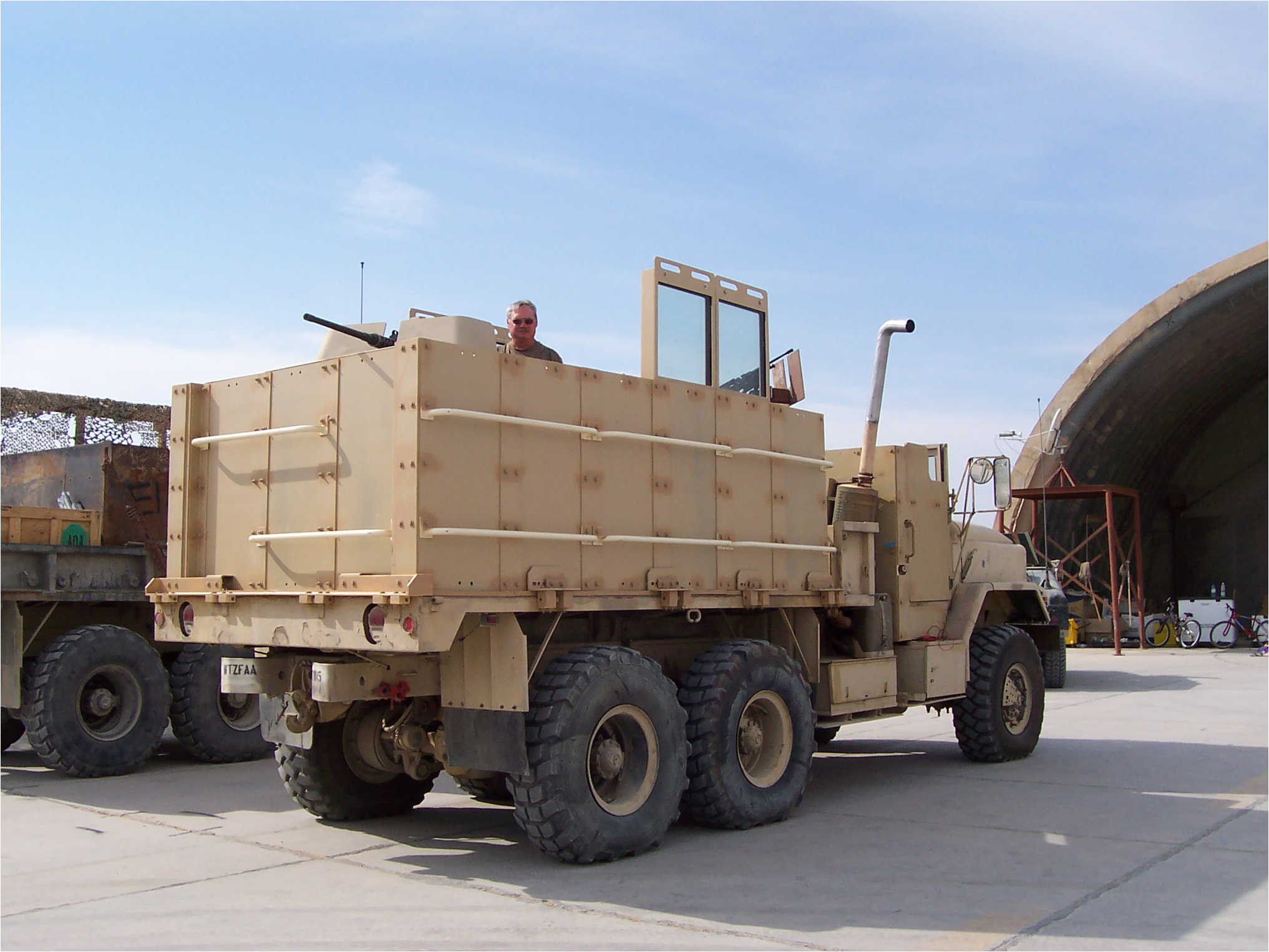
Un moderno autocannone utilizzato in Iraq e basato su M939

Un autocannone è un pezzo d'artiglieria (solitamente di calibro piccolo o medio) che viene movimentato grazie ad un autocarro, sul cui telaio è fissato. Si tratta di un veicolo che trovò la sua massima espressione durante la prima guerra mondiale, quando venne usato soprattutto dagli italiani.

## Impiego nei conflitti

### Prima guerra mondiale
Durante la prima guerra mondiale, normalmente gli autocannoni erano usati come semoventi e non come cannoni d'assalto come i successivi Sturmgeschütz III. Uno dei principali modelli costruiti fu l'autocannone 102/35, che era composto da un pezzo d'artiglieria navale da 102/35 Mod. 1914 montato su un autotelaio SPA 9000C privo di corazzatura; questo modello, dismesso nel 1918 per gli elevati costi di produzione, fu riadottato nel 1941, quando una batteria su 6 pezzi (gli scafi sono quelli dell'autocarro gigante Fiat 634 NM) MILMART fu assegnata alla 132ª Divisione corazzata "Ariete" e partecipò agli scontri di Bir el Gobi.
Con l'arrivo dei semoventi corazzati e cingolati, con maggiore protezione e mobilità in terreno vario, gli autocannoni persero la loro importanza tattica scomparendo progressivamente dai campi di battaglia, anche se durante la seconda guerra mondiale ritornarono in auge, specialmente in Nord Africa: ancora gli italiani fecero largo uso di autocarri leggeri, medi, pesanti e di preda bellica su cui venivano montati mitragliere contraeree Breda 20/65 Mod. 1935, cannoni controcarro da 47/32 Mod. 1935, cannoni d'accompagnamento da 65/17 e cannoni campali da 75/27 Mod. 1911, con installazioni di fortuna o permanenti; dal 1941 fu costruito in serie anche l'autocannone da 90/53 su Lancia 3Ro, successivamente affiancato dall'autocannone 90/53 su Breda 52.

### Seconda guerra mondiale
Quando la prospettiva di una invasione tedesca del Regno Unito sembrava probabile, l'esercito britannico progettò e costruì un veicolo blindato improvvisato, il Bedford OXA. Esso si basava sul camion da mezza tonnellata OXD, ed era stato aggiornato con una corazza, e armato con un fucile anticarro Boys e una mitragliatrice Bren. Poco meno di un migliaio di questi modelli sono stati costruiti nel 1941, e sono stati impiegati dalla British Home Guard.
Altri esempi britannici sono stati i veicoli corazzati da combattimento Armadillo e i camion blindati Bison. Entrambi erano camion convenzionali dotati di un'armatura improvvisata, nel caso di Bison, una lotta-comparto era stata effettuata, in sostanza, facendolo diventare un fortino mobile. L'Armadillo utilizzava due pareti di legno, tra le quali veniva inserita della ghiaia. Entrambi i veicoli avevano scarsa mobilità e furono impiegati per la difesa dal campo di volo della Royal Air Force. In caso di un attacco aereo a sorpresa, i Bison sarebbero stati piazzati a poca distanza dai punti chiave del campo d'aviazione e, probabilmente, combattendo da posizioni statiche, in cui le difese fisse spesso non potevano essere costruite dati i movimenti degli aeromobili durante le operazioni quotidiane. La mobilità dell'Armadillo, comunque povera, era però migliore di quella del Bison e poteva assumere un ruolo mobile simile ad un veicolo convenzionale blindato.
Inoltre, sempre gli inglesi, riscoprirono l'utilità di questi mezzi: specialmente nel 1941 (quando gli Alleati erano talmente in difficoltà da schierare in prima linea carri italiani catturati vetusti ed obsoleti come gli M11/39) montarono sui pianali dei Morris C8 cannoncini controcarro da 40 mm; questi mezzi, a volte anche con pezzi di calibro maggiore, si ritrovano frequentemente negli organici del Long Range Desert Group, che univano elevata mobilità e una discreta potenza di fuoco. Verso la fine della guerra, dato il minor costo di un telaio ruotato rispetto a uno cingolato, ancora la Gran Bretagna ha pensato di riproporre l'idea dell'autocannone, modificando un telaio BAC a 4 assi per adattarlo come semovente per un cannone da 149 mm.
Durante la guerra in Africa settentrionale tutti i contendenti fecero largo uso di portee e autocannoni. In particolare gli italiani adattarono e usarono nel 1941-1942 sette autocannoni basati su autocarri pesanti Fiat 634 e dotati di un cannone antiaereo da 102/35; inizialmente destinati alla difesa antinave e antiaerea, si rivelarono molto efficaci contro i carri armati britannici. Altri sedici autocannoni, sempre tra il 1941 e il 1942, furono basati su autocarri pesanti Lancia 3RO montando un obice da 100/17 con brandeggio completo nel cassone. Nel 1942 entrò in servizio il 90/53 su Lancia 3Ro, sempre basato sullo stesso autocarro del precedente, ma dotato dell'ottimo pezzo da 90/53, con funzione antiaerea e anticarro; nel furono prodotti 30, altri 90 furono allestiti su di un telaio diverso come 90/53 su Breda 52. Il 75/27 CK su Ceirano 50 CMA fu invece prodotto già durante la fine degli anni '20 per fornire supporto contraereo alle divisioni, ma ora del 1939 era completamente superato, sia come mobilità che come potenza di fuoco. In generale questi autocannoni si dimostarono validi se usati ben nascosti e protetti, erano anche molto più rapidi a posizionarsi e sparare rispetto alle normali artiglierie, restarono sempre dei grossi limiti l'eccessiva sagoma e la mobilità medriocre.
Numerosi autocarri normali come il SPA Dovunque 35, il Fiat-SPA 38R e il Fiat-SPA AS37 furono dotati, spesso sul campo, di una mitragliera Breda 20/65 Mod. 1935 per la protezione dei convogli. Allo stesso modo molti mezzi nemici catturati, per esempio il Ford F15A, furono allestiti con tale arma. Un altro mezzi inglese, l'autocarro leggero Morris CS8 fù dotato di un obice da 65/17, ne furono allestiti circa 30.
Furono poi numerosi i mezzi a montare il cannone da 47/32: le camionette della Fiat-SPA AS42 "Sahariana", quelle Fiat-SPA AS43 e l'autocarro leggero Fiat-SPA AS37.

### Guerra del Vietnam
Durante la guerra del Vietnam, la missione della US Army Transportation Corps era di trasportare rifornimenti dai porti costieri di Quy Nhơn e Cam Ranh Bay alle basi terrestri situate a Bong Son, An Khe, Pleiku, Da Lat e Buôn Ma Thuột. I requisiti logistici del Military Assistance Command, Vietnam (MACV) erano enormi, e convogli formati da più di 200 camion non erano rari. Queste formazioni erano bersagli invitanti per i gruppi di guerriglieri Viet Cong, che spesso programmavano imboscate in aree remote.
Una unità che spesso vittima di questi attacchi è stato il Gruppo 8^ Transportation, con sede a Quy Nhơn. Il tratto della route 19 tra un Khe e il Passo del Mang Giang divenne noto a loro come "Ambush Alley", dati i frequenti, se non addirittura giornalieri incidenti.
Garantire la sicurezza dei convogli era praticamente impossibile, in quanto le unità di polizia militare a cui era stato affidato il compito non aveva la manodopera o le attrezzature per controllare tutta l'autostrada. Altre unità militari controllavano solamente il tratto di strada all'interno della propria area designata, e quindi per gran parte della strada, le unità di trasporto dovevano garantirsi la propria sicurezza. In un primo momento furono adottate delle jeep armate, ma si rivelarono rapidamente insufficienti, a fronte di una migliore tattica ed armamento dei Viet Cong.
Il 2 settembre 1967, un attacco particolarmente devastante uccise sette conducenti, fece 17 feriti e distrusse o danneggiò 30 autocarri. Per rimediare alla vulnerabilità evidente dei convogli di rifornimento, un nuovo concetto di "temprato convoglio" fu realizzato, ovvero adottando un nuovo tipo di veicolo di sicurezza: questo primo autocannone era basato su un M35 da 2,5t, protetto da una barriera di sacchi di sabbia, e armato con due mitragliatrici M60. Questi nuovi tipologie di convogli erano di dimensioni più piccole rispetto al passato, essendo composti da soli 100 autocarri, e la loro sicurezza era stata aumentata fino ad avere un autocannone ogni 10 camion da trasporto.

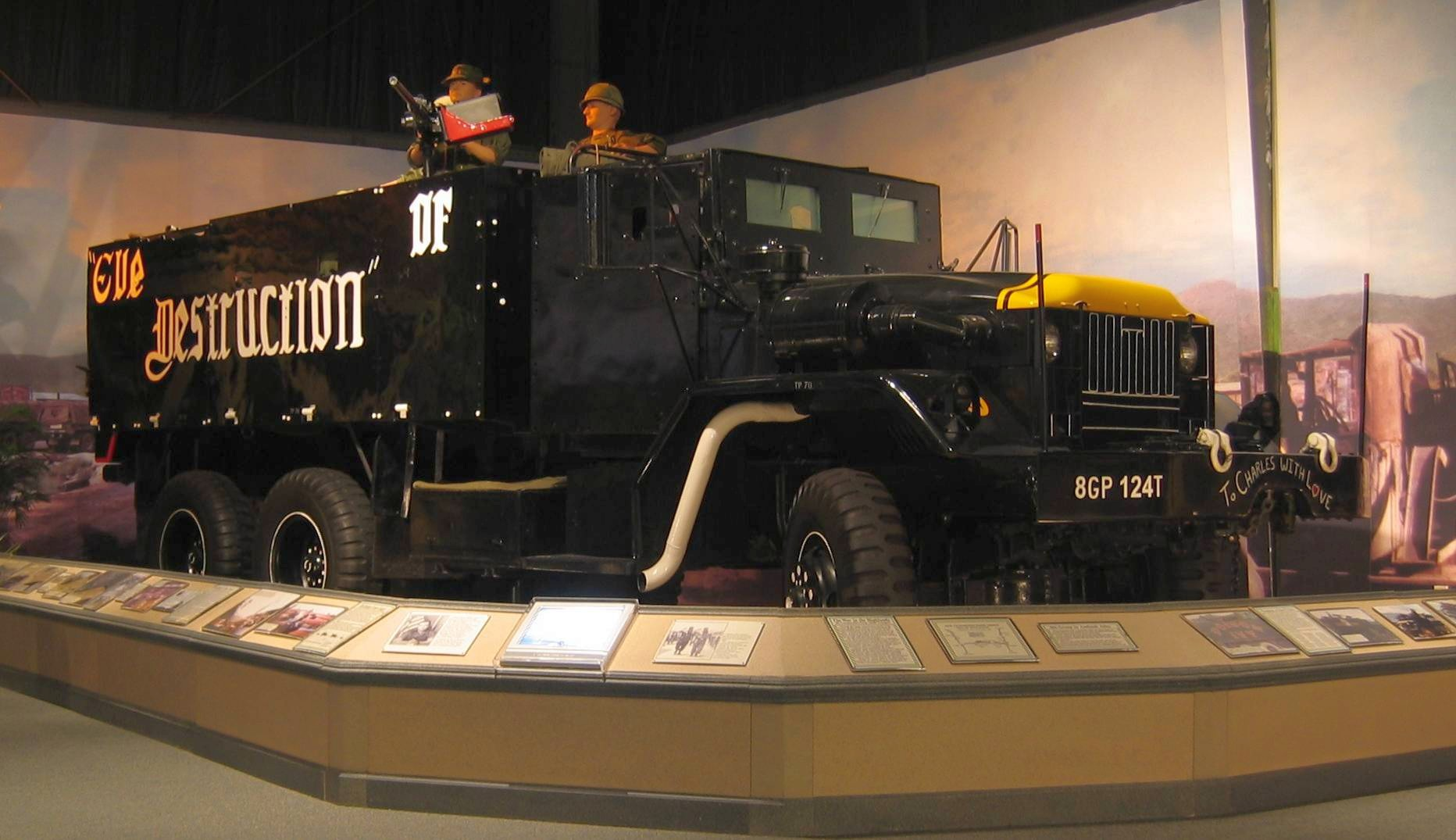
L'M35 2½ t Eve of Destruction, presso il Forte Eustis.

In caso di un'imboscata, il loro ruolo era quello di uccidere i nemici durante i primi minuti dell'attacco, e saturare gli aggressori con la loro potenza di fuoco. Nei primi modelli di autocannone si scoprì che i sacchi di sabbia non furono una buona pensata, in quanto durante le piogge frequenti i sacchi di sabbia diventavano rapidamente impregnati d'acqua, appesantendo l'intero veicolo. In seguito sono stati sostituiti con armature in acciaio recuperato dai cantieri di demolizione. L'equipaggio era costituito da un pilota, due mitraglieri, un sottufficiale e, talvolta, un granatiere armato con un lanciagranate M79.
Il 24 novembre 1967, durante un impegno in "Ambush Alley", un gruppo di autocannoni riuscì a sventare un'imboscata. Il convoglio perse sei camion di trasporto, quattro autocannoni furono danneggiati o distrutti, e diversi piloti furono uccisi e feriti, ma i Viet Cong persero 41 Killed in action e furono costretti a ritirarsi.
Nonostante la maggiore sicurezza, le unità di trasporto venivano ancora attaccate, costringendo le unità di autocannoni a migliorare il design dei loro veicoli. I M35 da 2,5t erano sottodimensionati, e l'aggiunta di armature e delle armi lo rallentavano; fu quindi deciso di utilizzare camion da 5 t, che costituivano la base per autocannoni più grandi. La natura improvvisata di questi veicoli significava che varia considerevolmente in apparenza. Sono stati dati soprannomi colorati come "Duce is Wild", "Cold Sweat," "Iron Butterfly" o "Pandemonium" che venivano spesso dipinti sui lati a grandi lettere.
Il loro armamento consisteva in varie combinazioni di armi tra cui M60, M2 Browning e M134 Minigun. Armi antiaeree come il Bofors 40 mm, o l'M45 Quadmount furono anche utilizzati. La maggior parte di questi armamenti furono ottenuti da cannibalizzazioni delle armi da fanteria danneggiate che le unità di trasporto spesso riportavano nei loro viaggi di ritorno.
La blindatura spesso proveniva da materiale da discarica. A volte gli autocannoni furono dotati di un doppio spessore di blindatura, con uno spazio tra ogni strato, per fornire una protezione contro i razzi anticarro. In altri casi, l'intero scafo di un blindato M113 veniva montato sul fondo di un camion da 5 t, fornendo così una protezione per l'equipaggio. Nonostante i loro nomi aggressivi, gli autocannoni erano armi strettamente difensive, essendo utilizzati solo come scorta e doveri di difesa perimetrali.
Gli autocannoni soffrivano di diversi inconvenienti. Il peso aggiunto delle armature, armi e munizioni aumentava il consumo di carburante, oltre a creare problemi di manutenzione e riducendo la durata dei telai degli autocannoni. Inoltre, il personale addetto come equipaggio per i veicoli di sicurezza non fu più disponibili per applicazioni di trasporto, riducendo così la capacità di rifornimento di ciascuna unità. Nonostante questo, essi venivano generalmente considerati come un successo.
In tutto, circa 300 a 400 autocarri furono trasformati in questo modo. Essi furono concepiti come una soluzione temporanea, ma il "Corpo dei trasporti statunitense" non ricevette mai abbastanza autoblindo V-100 per la loro sostituzione; perciò gli autocannoni continuarono a servire fino alla fine del coinvolgimento degli Stati Uniti in Vietnam, nel 1973. Con la fine della guerra del Vietnam, la necessità di tali veicoli scomparve e la maggior parte o furono demoliti o restituiti al trasporto merci. Un camion M54, denominato dal suo equipaggio "Eve of Destruction", venne restaurato ed è attualmente esposto presso il "Transportation Army Museum" a Fort Eustis, in Virginia.

### Guerra d'Iraq

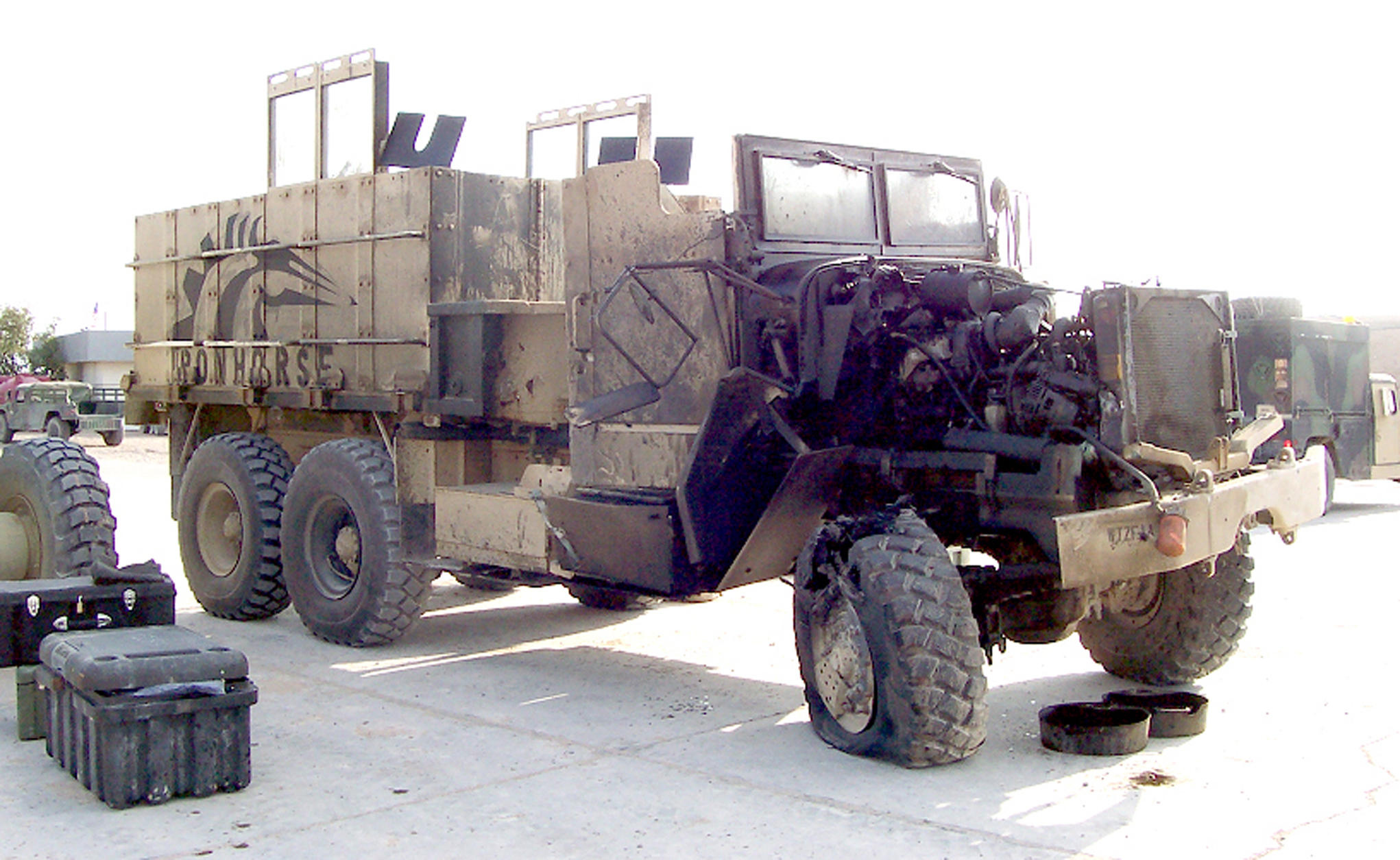
Un autocannone danneggiato da un ordigno esplosivo improvvisato in Iraq

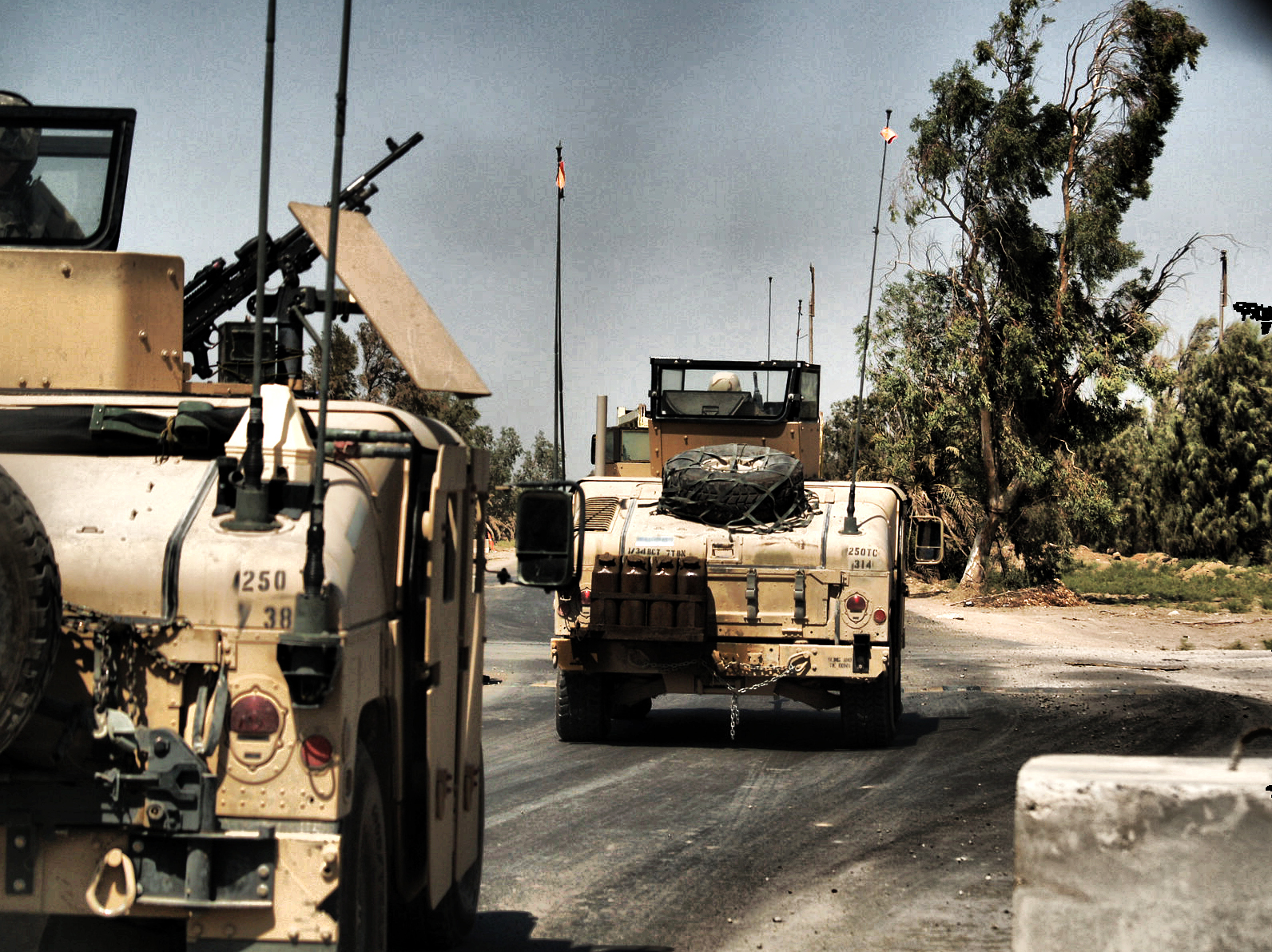
Un autocannone M1114 in missione a Nasiriyah, Iraq

Durante la guerra in Iraq, la vulnerabilità dei convogli di rifornimenti statunitensi divenne evidente non appena nel marzo 2003 venne teso un agguato a Nassiriya ad una unità di manutenzione, perdendo undici soldati e cinque vennero fatti prigionieri, tra cui Jessica Lynch.  Durante la fase successiva della guerra, convogli stradali sono stati considerati degli obiettivi "soft", e spesso venivano attaccati dai ribelli iracheni. Ciò ha portato alla re-invenzione degli autocannoni, con i primi esempi modificati, sulla base del camion M939 da 5 t, entrato in servizio nel mese di agosto 2003.
Nell'aprile 2004, i leader del "Gruppo d'Armate Reserve 375 Trasporti" e del "Battaglione 812th Transportation" forma una nuova unità speciale provvisoria, il 518 "Truck Gun" Company. Con base a Camp Navistar (presso il confine del Kuwait, vicino Safwan, Iraq), questa società ha acquisito 35 Humvee e 5 autocarri M939, modificandoli con dell'armatura improvvisata e aggiungendo mitragliatrici calibro .50 pollici. Con personale proveniente dalla United States Army Reserve e dalla National Guard of the United States già la conversione e l'esecuzione di servizi Convoy Escort Safety durante la missione in Iraq, la necessità di una speciale unità di autocannoni si rivelò impraticabile ed il gruppo venne sciolto nel mese di aprile 2005.
L'uso di veicoli da combattimento improvvisati, protetti dalla cosiddetta "armatura Hillbilly" (dal soprannome denigratorio di "hillbilly", usato per gli abitanti di zone rurali statunitensi, spesso conosciuti come costruttori di strutture raffazzonate), divennero rapidamente una questione politica, con la Presidenza di George W. Bush venne criticata per aver inviato l'esercito Stati Uniti a combattere senza mezzi adeguati. L'idea di produrre una versione standardizzata di un autocannone venne promossa dal deputato Duncan Hunter (Partito Repubblicano), presidente della House Armed Services Committee, nonostante la riluttanza di alcuni ufficiali superiori dell'esercito.
Sviluppato con l'aiuto di veterani del Vietnam presso il Lawrence Livermore National Laboratory, la risultante cella blindata (soprannominata "scatola Hunter") è stata destinata ad essere utilizzata sugli autocarri da 5 t. La protezione della cella blindata era composta di piastre di acciaio d'alta qualità, fibra di vetro e vetro balistico, mentre l'armamento consisteva di due a quattro mitragliatrici pesanti.
Il primo prototipo è stato completato nel marzo 2004, e spedito in Iraq nel luglio 2004, dopo di che la produzione è continuata ad un ritmo lento, con 35 unità in servizio dal luglio 2005. A partire da settembre 2007, un totale di 100 kit sono stati prodotti per l'Iraq, e 18 per l'uso in Afghanistan La "scatola Hunter" è divenuta apparentemente popolare tra le truppe Usa, ma sono state criticate da funzionari di grado elevato per la loro mancanza di protezione sopraelevata, e per essere sbilanciata, tuttavia a dimostrare i loro dubbi all'interno di questo apparecchio vi sono pochi casi.
Kit per la blindatura superiore sono stati prodotti anche per l'autocannone Humvee. I soldati hanno apprezzato la protezione blindata tanto necessaria, ma il maggior peso del kit rallentava in modo sostanziale l'accelerazione e la velocità dell'Humvee, in quanto non poteva più eguagliare le capacità di manovra dei veicoli dei ribelli.